# Царевец (Кырджалийская область)
Царевец (болг. Царевец) — село в Болгарии. Находится в Кырджалийской области, входит в общину Кырджали. Население составляет 239 человек.

## Политическая ситуация
В местном кметстве Царевец, в состав которого входит Царевец, должность кмета (старосты) исполняет Назиле Аптилязим Халил (Движение за права и свободы (ДПС) по результатам выборов правления кметства.
Кмет (мэр) общины Кырджали — Хасан Азис (Движение за права и свободы (ДПС) по результатам выборов в правление общины.